# Hemicrepidius jugicola
Hemicrepidius jugicola é uma espécie de insetos coleópteros polífagos pertencente à família Elateridae.
A autoridade científica da espécie é Perez Arcas, tendo sido descrita no ano de 1872.
Trata-se de uma espécie presente no território português.